# Stubentor (métro de Vienne)
Stubentor est une station de métro de Vienne.

### Accueil

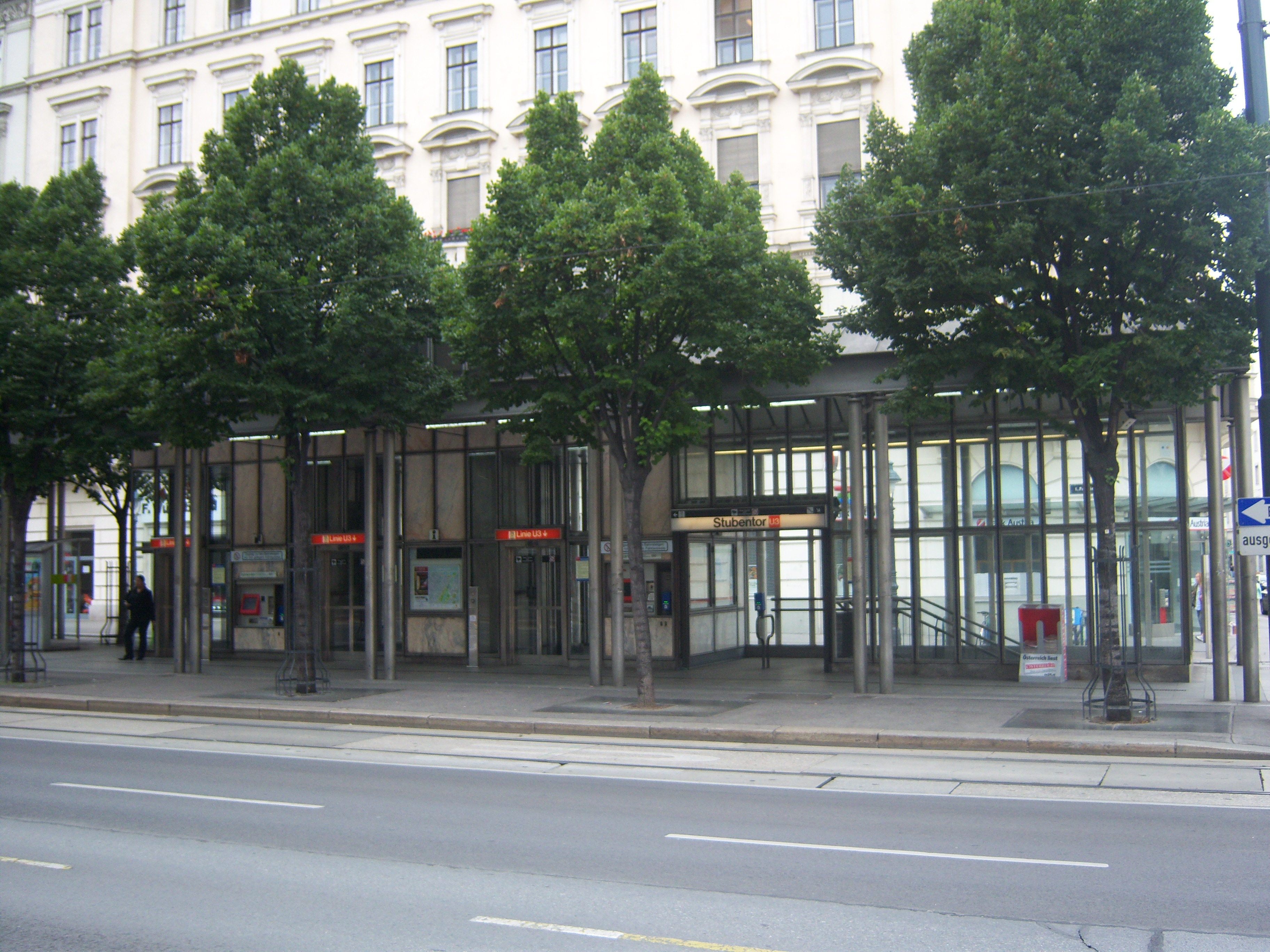
Entrée de la station.